# Едвін Джейкоб
Едвін Джейкоб (англ. Edwin Jacob, 10 квітня 1878 — 3 грудня 1964) — британський яхтсмен.
Срібний призер Олімпійських Ігор 1924 року в класі 8 метрів.